# Vineuil-Saint-Firmin
Vineuil-Saint-Firmin ist eine französische Gemeinde mit 1399 Einwohnern (Stand 1. Januar 2022) im Département Oise in der Region Hauts-de-France etwas nördlich der Kleinstadt Chantilly. Seine Einwohner heißen Vinoliens.

## Sehenswürdigkeiten
Siehe auch: Liste der Monuments historiques in Vineuil-Saint-Firmin
Die Kirche aus den Jahren 1540/43 mit ihren Glasmalereien aus dem 16. Jahrhundert (siehe: Wurzel-Jesse-Fenster, Fenster Madonna mit Kind und Fenster Unterweisung Mariens) steht unter Denkmalschutz. 
Das Château de Saint Firmin gehört dem Institut de France.

## Persönlichkeiten
In Vineuil-Saint-Firmin starben der Historiker Gabriel-Henri Gaillard und der Regisseur André Berthomieu. 
Der Schriftsteller Antoine-François Prévost lebte und arbeitete eine längere Zeit in der Gemeinde.
- Joseph Wasko (* 1931), Radrennfahrer